# Коракаллімаду (Грама Ніладхарі)
Грама Ніладхарі Коракаллімаду (№ 203C) — Грама Ніладхарі підрозділу ОС Південний Коралай-Патту, округ Баттікалоа, Східна провінція, Шрі-Ланка.

## Демографія
| Населення (2007) | Населення (2007) | Населення (2007) | Населення (2007) | Населення (2007) |
| Населення        | Чоловіки         | Жінки            | Діти             | Дорослі          |
| ---------------- | ---------------- | ---------------- | ---------------- | ---------------- |
| 3223             | 1489             | 1734             | 1507             | 1716             |